# Nowy Dwór Mazowiecki
Nowy Dwór Mazowiecki é um município da Polônia, na voivodia da Mazóvia e no condado de Nowy Dwór Mazowiecki. Estende-se por uma área de 28,21 km², com 28 660 habitantes, segundo os censos de 2016, com uma densidade de 1005,3 hab/km².